# Open Source Initiative
Open Source Initiative（オープンソース・イニシアティブ、略称: OSI）は、オープンソースを促進することを目的とする組織である。
1998年2月にブルース・ペレンズとエリック・レイモンドにより設立される。オープンソース・イニシアティブは「オープンソースの定義」や「ライセンスレビュー」を通してオープンソースの発展、促進の活動をしている。
オープンソース・イニシアティブはフリーソフトウェア財団と並んでオープンソースソフトウェア分野のハッカーコミュニティにおいて基本的な権利擁護団体である。
また、「オープンソース・イニシアティブ」というフレーズはOW2 Consortiumにより、オープンソースのプロジェクトから市場を意識した努力を区別するのにも使われている。2004年6月に当時のObjectWeb consortiumによって開始されたESB initiativeはその例である。

## 理念
オープンソース・イニシアティブは、「オープンソース」の利益を啓発、支持し、オープンソースコミュニティの様々な人達との橋渡しを目的としている。重要な活動の1つは、オープンソースの定義を維持するオープンソースの標準化団体とあることである。オープンソース・イニシアティブのオープンソースの定義と、それに基づくライセンスレビューは、オープンソースソフトウェア開発における開発者、利用者、企業、政府が信頼性を提供する。

## 活動

### オープンソースの定義
オープンソース・イニシアティブは「オープンソースの定義」に従ったソフトウェアをオープンソースのソフトウェアと定義している。オープンソースの定義は単純にソースコードへのアクセスが開かれていることを定義するものではなく、オープンソースのソフトウェアは利用者がそのソースコードを商用、非商用の目的を問わず利用、修正、頒布することを許し、それを利用する個人や団体の努力や利益を遮ることがないことを定義している。オープンソースの定義はDebianフリーソフトウェアガイドライン（Debianにおけるフリー（自由）ソフトウェアの定義）を基にしている。
オープンソース・イニシアティブはオープンソースの認可団体として活動し、「オープンソース」という用語の誤用が拡がらないようにするため「オープンソース」をアメリカの商標として登録しようとするが、この試みは失敗した。それでもオープンソース・イニシアティブは影響力を拡大し誤用を最小限に抑えている。

### ライセンスレビュー

OSI公認ライセンスのロゴ

Open Source Initiativeはライセンスレビューを通じて、対象のライセンスがOpen Source Initiative公認の「オープンソースライセンス」であると承認している。
ライセンスレビューは対象のライセンスがOpen Source Initiativeの定義する「オープンソース」を冠することに適してことを承認するためのものである。レビュープロセスは、ライセンスがオープンソースの定義に準拠していることの検証、適切なライセンスカテゴリの特定、虚栄心や複製ライセンスの抑制、綿密で透過性と即時性のあるレビューであることを目的に設置されている。
ラインセンスレビューは対象のライセンスがオープンソースの定義に基づき、そのライセンスが課せられるソフトウェアやその他のソースコード、ブループリント、設計書が自由な利用、修正、頒布を許諾しているかを確認する。オープンソースソフトウェアはそれらが許諾されていることを定義としているため、その条件に合致しないライセンスはオープンソースライセンスとしては認められず、ライセンスレビューの結果として非承認となる。オープンソースライセンスを課したソフトウェアは無償で利用できることが多いが、必ずしもフリーウェアである必要はない。非商用での再配布および個人用途での変更のみを許可するライセンスはオープンソースライセンスとは見なされない。ただし、Apache Licenseのようにソースコード中に作者名や著作権名を残すことを要件とすることや、GNU General Public Licenseのようにライセンスされたソースコードを改変して再配布する場合は同じライセンスで配布することを要件とするコピーレフトライセンスを兼ねるオープンソースライセンスは存在する。
Open Source Initiativeは多くのライセンスについてオープンソースライセンスであると承認していたが、無秩序にオープンソースライセンスの承認を行った結果、有象無象のライセンスが乱立するライセンスの氾濫を引き起こし、それについて問題視する声が上がった。Open Source Initiativeはこの問題を解決するため、「ライセンス氾濫問題プロジェクト」（License Proliferation Project）を立ち上げた。ライセンスレビューはライセンスの氾濫を防止するため、ライセンスカテゴリの特定や複製ライセンスの抑制を実施している。
ライセンスレビューは一般公開されたメーリングリストで実施されている。ライセンスのレビューはおおよそ60日以内を目安にレビュー結果を出す。メーリングリストでは、あるライセンスがオープンソースの定義に従ったものになっているか、ライセンスを新規に作成した場合にライセンスの氾濫を引き起こすことはないか、などが協議されている。Open Source Initiativeボードメンバーの他、コミュニティメンバーから意見が上がることがある。

### オープンソースライセンスの保守
オープンソース・イニシアティブはオープンソースライセンスとして主要なソフトウェアライセンスの一覧を公開しており、ソフトウェアがオープンソースを冠する場合はこの承認されたオープンソースライセンスを課すことを推奨している。
オープンソース・イニシアティブはライセンスの氾濫を抑制するためにオープンソースのソフトウェアに課すソフトウェアライセンスとして既存のライセンスの利用を推奨し、過去に承認もしくは推奨していたオープンソースライセンスでも時代錯誤の要件のライセンスや、新しいバージョンがリリースされたライセンスは非推奨として一覧から除外している。

## 関連文化・運動

### ハロウィーン文書
1998年から2000年にかけて、「オープンソース」という用語が（よく誤解されていたが）大きな広がりを見せ、多くの企業が、代替的なオープンソースのオペレーティングシステムについて考え始めるようになった。オープンソース・イニシアティブは、ハロウィーン文書と呼ばれる、マイクロソフトの内部文書を入手し公開した。ハロウィーン文書では、マイクロソフトはWindowsの競争相手としてLinuxと記し、オープンソースソフトウェアの脅威を除去する様々な方法が提案されていた。

### 自由ソフトウェア運動
リチャード・ストールマンはフリーソフトウェア財団を代表して、オープンソースという新語を発明した動機を批判している。彼によると、イニシアティブの実利的な目標によりセミ・フリーもしくは全くプロプライエタリのソフトウェアとの区別が見えにくくなり、ユーザーは中心的な道徳の問題や自由ソフトウェアにより与えられた自由について考えることが無くなる。
リチャード・ストールマンは自由ソフトウェアとオープンソース・イニシアティブを、同じ自由ソフトウェアコミュニティ内における別々の陣営と見ているが、彼は「私達は基本的な点では同意しないが、実際の勧告に関してはいくらか同意する。そのため、私達は多くの特定的なプロジェクトにおいて協力して作業することが出来る」と述べた
。
「オープンソース」の支持者たちは「自由ソフトウェア」が危機であるとき（例えばマイクロソフトによりGNU GPLが強烈に攻撃された2001年など）彼らの援助に回った。また、2003年に両方のグループはLinuxのカーネルについて起こされたSCOの訴訟を一緒に戦うこともあった。実際には、多くの人々は（リチャード・ストールマンのような人々は片方の思想のみを支持するが）両方のグループをある程度特定しているため、それら2つの運動は厳密に分けられることはない。